# Атюшов Віталій Георгійович
Віталій Георгійович Атюшов (рос. Виталий Георгиевич Атюшов; 4 липня 1979, м. Пенза, СРСР) — російський хокеїст, захисник. Виступає за «Салават Юлаєв» (Уфа) у Континентальній хокейній лізі. Заслужений майстер спорту Росії (2010).
Вихованець хокейної школи «Дизель» (Пенза). Виступав за «Крила Рад» (Москва), «Молот-Прикам'є» (Перм), «Ак Барс» (Казань), «Металург» (Магнітогорськ).
У складі національної збірної Росії учасник чемпіонатів світу 2006, 2007, 2009, 2010 і 2011 (43 матчі, 3+16). 
Досягнення
- Чемпіон світу (2009), срібний призер (2010), бронзовий призер (2007)
- Чемпіон Росії (2007), срібний призер (2004), бронзовий призер (2006, 2008, 2009)
- Володар Кубка Шпенглера (2005)
- Володар Кубка європейських чемпіонів (2008)
- Фіналіст Ліги чемпіонів (2009)
- Учасник матчу усіх зірок КХЛ (2010).